# Мажори

## Історія
В 90-ті роки, з'явилися «нові українці», «нові росіяни» та «круті». Усі перечислені «нові й круті» власники легко нажитих капіталів сиділи за столиками ресторанів, пили мартіні і з презирством дивились на оточуючих. З ними були їхні діти, які носили імпортний одяг та спостерігали за батьками і добре запам'ятовували їх вчинки.
Пройшли роки і саме ці діти перетворилися на мажорів — синів і дочок багатих батьків. Вони теж сидять за столиками, п'ють мартіні та зверхньо поглядають на оточуючих.

## Про мажорів
Мажори витрачають батьківські гроші, вихваляються ними при кожній нагоді, хоча самі для свого добробуту нічого не зробили.
Батьки мажорів, зазвичай — чиновники, інколи бізнесмени. Підприємці мають уявлення про те, що гроші треба заробляти й інвестувати, а чиновники просто беруть хабарі. Чим легше дістаються гроші, тим демонстративніше вони витрачаються. Мажорам не доводиться підставлятися під кримінальну відповідальність — вони просто беруть батьківські гроші.
В обідню пору мажори витрачають гроші в розкішних та дорогих ресторанах. Задовольнивши голод, вони п'ють коктейлі або курять кальян. Звичайно не мовчки, вони розмовляють, однак ліниво і не зв'язно (найчастіше про секс, алкоголь, автомобілі), жартують та сміються. Далі зазвичай — кіно, більярд, боулінг й нетерпеливе очікування забави в нічному клубі. Мажори — гламурні «клабери» (любителі клубів). В штучному напівтемному світі розкоші, бажання, кольорових вогнів, напівоголених тіл вони почуваються в своїй тарілці.

## Студенти-мажори
Типовий мажор — студент юридичного, економічного, інколи медичного факультетів. Вони приходять на навчання десь до середини другої пари, приїжджаючи під ВНЗ на крутих автомобілях батьків, які видають за свої. Від інших студентів вони тримаються осторонь, але спілкування їм не бракує — мажор мажора бачить здалека. Студента-мажора можна розпізнати за такими ознаками, як модний одяг, дорогі аксесуари. Мажори схиблені на марках, брендах, тому що це підкреслює їхній статус, їхню перевагу над іншими: « У мене вже є, а у тебе — ні !»
Мажори не дуже цікавляться навчанням. Пари — місце зустрічі, справжнє життя починається після них. Хоча дехто і на заняттях прагне виділитися. Такі розумники можуть в обличчя доводити викладачу, «якщо ти такий розумний, то чого такий бідний, а ото ж я правий — вся твоя наука просто маячня». Такий мажор не витрачає часу на книжки. Він на кожному семінарі розповість про власний погляд, наприклад, на ядерний розпад, на конфлікт племен в Африці, акцентуючи, що це його думка, а «його власна думка полягає на тому, що кожен має право на думку.»

## Мажори-водії
Найнебезпечнішими вони є на дорозі — правила руху не для них, на ДАІ вони не зважають, а якщо з їхньої вини виникне ДТП, то розмова коротка: «Швидко вали звідси, а як комусь поскаржишся — позбудешся і прав і роботи!». Це мажор може запросто сказати і людині, що потребує невідкладної допомоги і подібне неодноразово траплялося як в Україні, так і в Росії. Деякі люди пропонують ввести спеціальні значки на шибки автомобілів: «Обережно! Мажор за кермом!»
Життєве кредо мажорів здебільшого складається з двох пунктів:
1) купити за гроші можна лише те, що можна купити за великі гроші,
2) кожну проблему можна вирішити телефонним дзвінком.